# Флаг округа Колумбия
Флаг округа Колумбия (Флаг Вашингтона, Флаг федерального округа Колумбия, англ. Flag of Washington, D.C.) — один из официальных символов федерального округа Колумбия, США.

## История и описание
Округ Колумбия не имел собственного флага вплоть до 1938 года. Вместо него неофициально использовались другие флаги, в том числе флаг национальной гвардии округа. В 1937 году командование национальной гвардии округа предложило использовать временный флаг, фон которого выполнен в синем цвете, и в центре которого размещено изображение Капитолия. В 1938 году конгресс США созвал комиссию для создания официального флага округа. Комиссия объявила общественный конкурс, победителем которого стал графический дизайнер Чарльз Данн, предложивший свой вариант ещё в 1921 году. Изображение флага его авторства было основано на фамильном гербе Джорджа Вашингтона. 15 октября 1938 года постановление о принятии флага вступило в силу.
В постановлении приводится описание флага:

Верхняя белая часть должна составлять 3/10 высоты полотна; две горизонтальные полосы должны быть в 2/10 от высоты; белая часть между полосами — 1/10 от высоты; нижняя белая часть — 2/10 от высоты. Три пятиконечных звезды должны иметь в поперечнике 2/10 от высоты полотна и быть равноудалены в горизонтальной плоскости полотна.
Оригинальный текст (англ.)The proportions of the design are prescribed in terms of the hoist, or vertical height, of the flag as follows: the upper white portion shall be 3/10 of the hoist; the two horizontal bars are each 2/10 of the hoist; the white area between the bars 1/10 of the hoist; and the base, or lowest white space, is 2/10 of the hoist. The three five-pointed stars have a diameter of 2/10 of the hoist and are spaced equidistant in the fly, or horizontal, dimension of the flag.

В 2004 году Североамериканская вексиллологическая ассоциация провела среди своих членов голосование о лучшем флаге среди 150 городов США. Флаг округа Колумбия занял первое место.